# Jerzy Feliks Fedorowicz
Jerzy Feliks Fedorowicz (Polanica Zdrój, 29 de octubre de 1947) es un político de Polonia. Fue elegido para la Sejm en 25 de septiembre de 2005 con 5694 votos en el distrito 13 de Cracovia, siendo candidato por las listas del partido Platforma Obywatelska.